# Margit Linnell
Ingrid Margit Linnell, född Karlberg den 25 juli 1904 i Hultsfreds församling, Kalmar län, död den 18 januari 1990, var en svensk redaktör.
Margit Linnell var dotter till köpman Julius Karlberg och Hilda Gustafsson samt från 1929 gift med lektor Tore Linnell (1902–1979). 
Linnell var bankkassör 1924–1929, styrelseledamot i Stockholmskretsen av Svenska familjevärnet och dess arbetsutskott 1941–1944, ledamot av Aktiv hushållnings barnkläderskommitté 1944, amanuens hos Aktiv hushållning 1945, konsulent vid Hemmens forskningsinstitut 1954–1956 och förste assistent vid Statens institut för konsumentfrågor 1957–1969. Hon var medarbetare i skrifter utgivna av Aktiv hushållning samt medarbetare och avdelningsredaktör i Svenskt husmoderslexikon 1949–1955.
Makarna Linnell är begravda på Sandsborgskyrkogården i Stockholm.